# فرت بلکناپ ایجنسی (مونتانا)
فرت بلکناپ ایجنسی (به انگلیسی: Fort Belknap Agency) شهری در شهرستان بلین، مونتانا کشور ایالات متحده آمریکا است که جمعیت آن در سرشماری سال ۲۰۱۰ میلادی، ۱٬۲۹۳ نفر بوده‌است.

## موقعیت جغرافیایی
موقعیت جغرافیایی شهرها و مناطق اطراف به شرح زیر است: